# Guido Fleige
Guido Fleige (* 7. Mai 1964 in Billerbeck) ist ein ehemaliger deutscher Fußballspieler.

## Werdegang
Der Stürmer Guido Fleige begann seine Karriere bei der DJK-VfL Billerbeck und wechselte später zur TSG Dülmen. Über den Verbandsligisten SpVg Emsdetten 05 kam Fleige durch Vermittlung seines Kommilitonen Michael Oenning im Sommer 1987 zum Oberligisten Preußen Münster. Mit Münster wurde Fleige 1988 und 1989 Meister und schaffte 1989 mit seiner Mannschaft den Aufstieg in die 2. Bundesliga. Er gab sein Profidebüt am 29. Juli 1989 bei der 0:2-Niederlage der Preußen bei Hertha BSC. Zwei Jahre später stieg Fleige mit Münster ab und wechselte zum VfL Gevelsberg. 1993 folgte der Transfer zur SpVgg Erkenschwick, mit denen er ein Jahr später die Qualifikation für die neu geschaffene Regionalliga West/Südwest qualifizierte. Fleige wechselte daraufhin zum Amateurverein Davaria Davensberg, mit dem er 1995 in die Verbandsliga aufstieg. 1999 beendete er aus beruflichen Gründen seine Karriere. Guido Fleige absolvierte 56 Zweitligaspiele und erzielte dabei neun Tore.
Guido Fleige studierte Germanistik und Sport und arbeitete später als Lehrer. Seit 2014 arbeitet Fleige für die Bezirksregierung Arnsberg.